# ラオスの国旗
ラオスの国旗は、横に赤青赤、中央に白丸を配した旗。現在の旗はもともとパテート・ラーオの旗として使われたが、1975年にラオス内戦でパテート・ラーオが勝利しラオス人民民主共和国が成立した時に新国旗として制定された。赤は独立闘争で流された血の色を、青はメコン川と国の豊かさを象徴しているとされる。中央の白丸はメコン川に昇る月を表し、共産主義による国の統一を象徴している。

?フランス領時代の国旗
フランス領インドシナの旗
ラオス王国時代の国旗（1952年 - 1975年）。象徴としての白象が用いられている。